# Karl Wilhelm Ideler
Karl Wilhelm Ideler (* 25. Oktober 1795 in Bentwisch bei Wittenberge/Mark Brandenburg; † 29. Juli 1860 in Cumlosen/in der Prignitz bei Wittenberge) war ein deutscher Psychiater („Irrenarzt“) und Vertreter der psychischen Richtung.

## Leben
Ideler war Sohn eines Bentwischs Pfarrers. Nachdem sein Vater gestorben war, kam er zu einem Onkel nach Berlin, der dort Mathematikprofessor war, und wuchs dort auf. Ideler studierte ab 1811 Medizin an der Universität Berlin (Friedrich-Wilhelm-Institut) und promovierte dort mit der Arbeit De principio nervorum activo imponderabili 1820 zum Doktor. Ab 1821 war er als praktischer Arzt, zunächst in Bernau, später in Rathenow und Genthin tätig.
1828 wurde er ärztlicher Leiter der Abteilung für Geisteskranke der Charité in Berlin als Nachfolger von Karl Georg Neumann. Er habilitierte sich 1830 mit der Schrift De moxae efficacia in animi morborum medela und wurde außerordentlicher Professor in Berlin. Ideler wurde 1840 ordentlicher Professor und Direktor der von ihm bis 1860 geleiteten Psychiatrischen Klinik in Berlin.
Sein Onkel war der Astronom und Mathematiker Christian Ludwig Ideler.

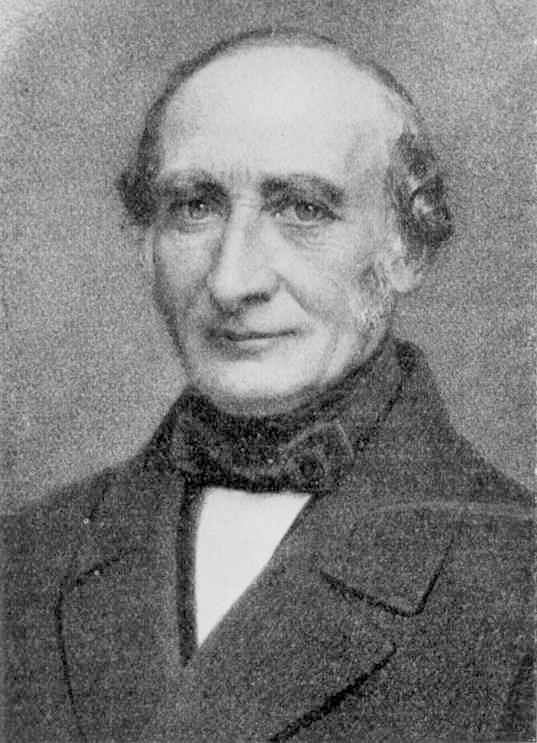
Karl Wilhelm Ideler
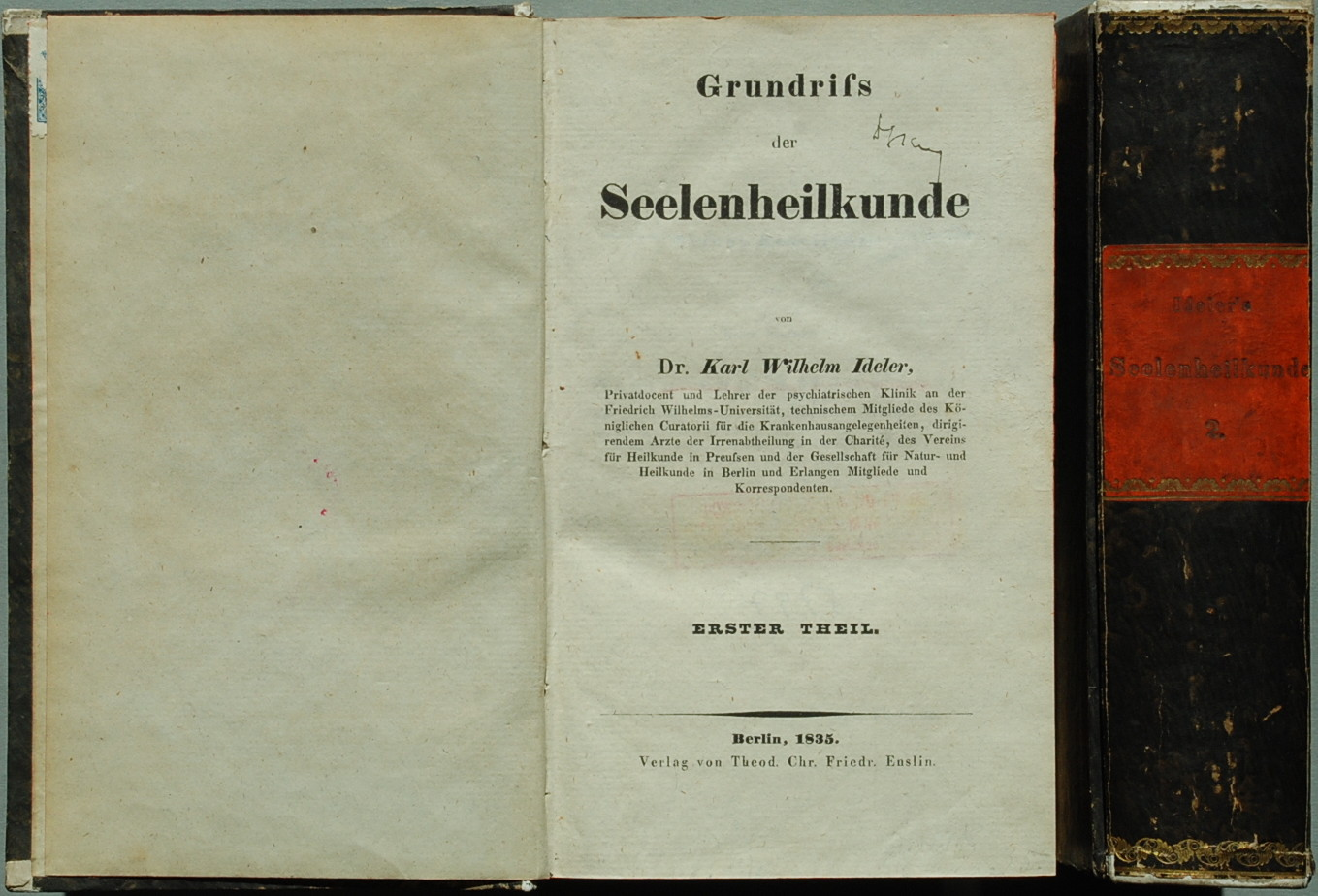
Idelers Hauptwerk Grundriss der Seelenheilkunde (1835)
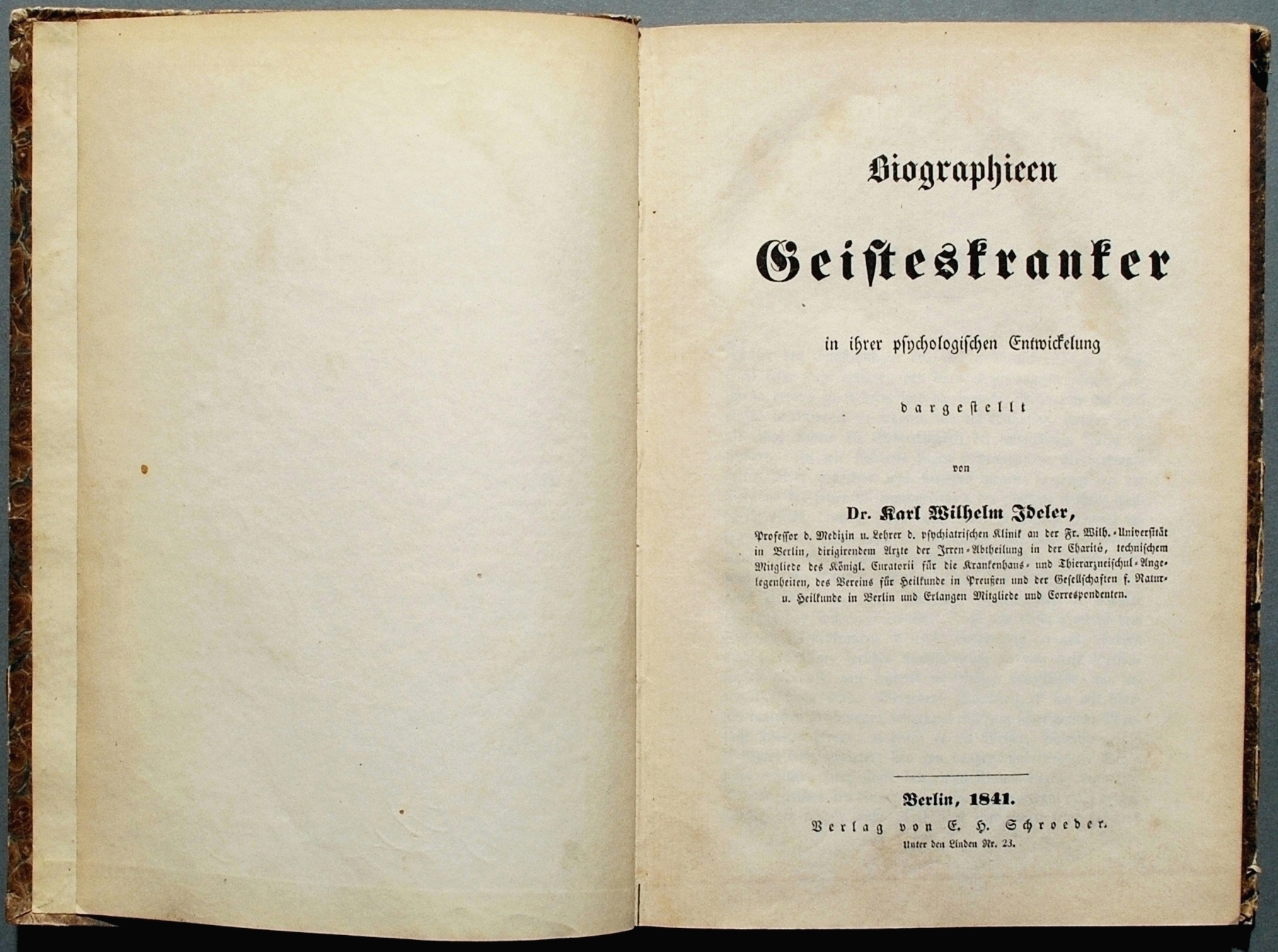
Fallbeschreibungen mit Porträts der Patienten (1841)

## Schriften
- Anthropologie für Ärzte. Enslin, Berlin u. a. 1827, (Digitalisat).
- als Herausgeber: Georg Ernst Stahl: Georg Ernst Stahl’s Theorie der Heilkunde. 3 Bände. Enslin, Berlin 1831–1832;
  - Theil 1: Physiologie. 1831, (Digitalisat);
  - Theil 2: Pathologie. 1831, (Digitalisat);
  - Theil 3: Nosologie. 1832, (Digitalisat).
- Grundriss der Seelenheilkunde. 2 Bände. Enslin, Berlin 1835–1838, (Digitalisate: Theil 1; Theil 2).
- Biographieen Geisteskranker in ihrer psychologischen Entwickelung dargestellt. E. H. Schroeder, Berlin 1841, (Digitalisat).
- als Übersetzer und Bearbeiter: Charles C. Marc: Die Geisteskrankheiten in Beziehung zur Rechtspflege. Ein Handbuch für Gerichts-Aerzte und Juristen. 2 Bände. Deutsch bearbeitet und mit Anmerkungen versehen. Voss, Berlin 1843–1844, (Digitalisate: Band 1; Band 2).
- Der religiöse Wahnsinn, erläutert durch Krankengeschichten. Ein Beitrag zur Geschichte der religiösen Wirren der Gegenwart. Schwetschke und Sohn, Halle (Saale), 1847 (Digitalisat und Volltext im Deutschen Textarchiv).
- Die allgemeine Diätetik für Gebildete. Schwetschke und Sohn, Halle (Saale), 1848, (Digitalisat).
- Der Wahnsinn in seiner psychologischen und socialen Bedeutung erläutert durch Krankengeschichten. Ein Beitrag zur praktischen Philosophie. Schlodtmann, Bremen 1848, (Digitalisat).
- Versuch einer Theorie des religiösen Wahnsinns. Ein Beitrag zur Kritik der religiösen Wirren der Gegenwart. 2 Bände. Schwetschke und Sohn, Halle (Saale), 1848–1850;
  - Theil 1: Die Erscheinungen des religiösen Wahnsinns. 1848, (Digitalisat).
  - Theil 2: Die Entwickelung des religiösen Wahnsinns. 1850, (Digitalisat).
- Lehrbuch der gerichtlichen Psychologie. Hayn, Berlin 1857, (Digitalisat).